# Tour de Faso
El Tour de Faso (oficialmente: Tour du Faso) es una carrera ciclista profesional por etapas que se disputa en Burkina Faso, a finales del mes de octubre.
La prueba se disputa desde 1987 ininterrumpidamente por carreteras de esta antigua colonia francesa, primero en la categoría 2.5 (última categoría del profesionalismo) y desde la creación de los Circuitos Continentales UCI en 2005 pertenece al Circuito Continental de la UCI para África (UCI Africa Tour) dentro de la categoría 2.2 (igualmente última categoría del profesionalismo).
Consta de diez etapas. Tradicionalmente la prueba concluye en la capital del país, Uagadugú.
Pese al mal estado de las carreteras del país, la gran mayoría de kilómetros transcurren por carreteras pavimentadas. Sin embargo, las imágenes más asociadas a esta prueba son las de los kilómetros que transcurren por los polvorientos caminos de arena del país. Una de las grandes dificultades de la prueba son las altas temperaturas (algunas veces superiores a los 45°) que los ciclistas tienen que soportar.
Normalmente participan en la prueba los mejores equipos de África y algunos del UCI Europe Tour (circuito continental europeo). La prueba suele estar dominada por los ciclistas europeos que, en busca de oportunidades en los grandes equipos, acuden a la ronda africana por su prestigio y notoriedad. Aun así buena cantidad de victorias se queda en el continente africano, debido a las condiciones climatológicas antes mencionadas, contribuyendo así a aumentar el nivel ciclista del continente.
Hasta 2008 estuvo organizada por Amaury Sport Organisation (ASO), la misma empresa que organiza otras grandes carreras como el Tour de Francia, París-Roubaix, Flecha Valona, Lieja-Bastoña-Lieja, Dauphiné Libéré y de otros deportes como la carrera del Rally Dakar.

## Palmarés
| Año  | Ganador                                                         | Segundo                                                         | Tercero                                                         |
| ---- | --------------------------------------------------------------- | --------------------------------------------------------------- | --------------------------------------------------------------- |
| 1987 | Igor Luchinko                                                   | Oleg Vassiliev                                                  | Sayouba Zongo                                                   |
| 1988 | Mady Kaboré                                                     | Souleymane Belem                                                | Sayouba Zongo                                                   |
| 1989 | Maxime Ouedraogo                                                | Moussa Ouedraogo                                                | Amadou Amani                                                    |
| 1990 | Aimé Zongo                                                      | Saïdou Rouamba                                                  | Maxime Ouedraogo                                                |
| 1991 | Saidou Rouamba                                                  | Bernard Wyina                                                   | Moussa Ouedraogo                                                |
| 1992 | Philippe Lepeurien                                              | Jean-Marie Tognini                                              | Aimé Zongo                                                      |
| 1993 | Maurice Sawadogo                                                | Ernest Zongo                                                    | Guendour Oumar                                                  |
| 1994 | Karim Yameogo                                                   | Maurice Sawadogo                                                | Sylvain Tondé                                                   |
| 1995 | Ernest Zongo                                                    |                                                                 |                                                                 |
| 1996 | Guido Fulst                                                     | Michael Link                                                    | Sven Landwehrkamp                                               |
| 1997 | Ernest Zongo                                                    | Jean-Baptiste Kouassi                                           | Nourgo Bamba                                                    |
| 1998 | Jacques Castan                                                  | Kurt Van Landeghem                                              | Patrick Chevalier                                               |
| 1999 | Saïd Mosry Sald                                                 | Ondrej Slobodnik                                                | Mohammed Kholafy                                                |
| 2000 | Mychajlo Chalilov                                               | Dimitri Pavi Degl'Innocenti                                     | Karl Pauwels                                                    |
| 2001 | Joost Legtenberg                                                | Abdelatif Saadoune                                              | Maarten Tjallingii                                              |
| 2002 | Abdelati Saadoune                                               | Alexandre Lecocq                                                | Hamado Pafadnam                                                 |
| 2003 | Maarten Tjallingii                                              | Thierry David                                                   | Kay Kermer                                                      |
| 2004 | Sawadogo Abdul Wahab                                            | Thierry David                                                   | Michle Lelievre                                                 |
| 2005 | Rabaki Jérémie Ouédraogo                                        | Saïdou Rouamba                                                  | Karel Pattyn                                                    |
| 2006 | David Verdonck                                                  | Martinien Tega                                                  | Julien Gonnet                                                   |
| 2007 | Adil Jelloul                                                    | Sadrak Teguimaha                                                | Mouhssine Lahsaini                                              |
| 2008 | Guy Smet                                                        | Laurent Donnay                                                  | Sadrak Teguimaha                                                |
| 2009 | Abdelati Saadoune                                               | Mouhcine Lahsaini                                               | Mohammed Said Elammoury                                         |
| 2010 | Julien Schick                                                   | Rasmane Ouedraogo                                               | Damien Leguay                                                   |
| 2011 | Hamidou Zibweiba                                                | Martinien Tega                                                  | Rasmane Ouedraogo                                               |
| 2012 | Rasmane Ouedraogo                                               | Abdoul Nikiéma                                                  | Leander Schreurs                                                |
| 2013 | Abdoul Aziz Nikiéma                                             | Issiaka Cissé                                                   | Yannick Lontsi                                                  |
| 2014 | edición no realidada debido a la Epidemia de ébola de 2014-2015 | edición no realidada debido a la Epidemia de ébola de 2014-2015 | edición no realidada debido a la Epidemia de ébola de 2014-2015 |
| 2015 | Mouhcine Lahsaini                                               | Mohamed Er Rafai                                                | Mathias Sorgho                                                  |
| 2016 | Harouna Ilboudo                                                 | Vincent Graczyk                                                 | Zemenfes Solomon                                                |
| 2017 | Salaheddine Mraouni                                             | Simon Musie                                                     | Mathias Sorgho                                                  |
| 2018 | Mathias Sorgho                                                  | Sjors Handgraaf                                                 | Dieter Bouvry                                                   |
| 2019 | Dário António                                                   | Bruno Araujo                                                    | Jonas Döring                                                    |
| 2020 | No se disputó                                                   | No se disputó                                                   | No se disputó                                                   |
| 2021 | Daniel Bichlmann                                                | Oussama Khafi                                                   | Souleymane Koné                                                 |
| 2022 | No se disputó                                                   | No se disputó                                                   | No se disputó                                                   |
| 2023 | Paul Daumont                                                    | Rutger Wouters                                                  | Achraf Ed Doghmy                                                |
| 2024 | Mohcine El Kouraji                                              | Driss El Alouani                                                | Adil El Arbaoui                                                 |

## Palmarés por países
| País            | Victorias |
| --------------- | --------- |
| Burkina Faso    | 15        |
| Marruecos       | 6         |
| Francia         | 3         |
| Países Bajos    | 2         |
| Bélgica         | 2         |
| Alemania        | 2         |
| Unión Soviética | 1         |
| Egipto          | 1         |
| Ucrania         | 1         |
| Costa de Marfil | 1         |
| Angola          | 1         |